# Warcraft: The Beginning
Warcraft: The Beginning (Originaltitel: Warcraft, englisch für Kriegshandwerk) ist ein US-amerikanischer Fantasyfilm aus dem Jahr 2016, der auf dem Warcraft-Franchise von Blizzard Entertainment basiert. Die beiden Filmstudios Legendary Pictures und Universal Pictures produzierten den Film in Zusammenarbeit mit Blizzard. Bei dem Film handelt es sich um die erste Realverfilmung eines Blizzard-Spiels. Er erzählt mit einigen Freiheiten die Geschehnisse aus dem allerersten Warcraft-Echtzeit-Strategiespiel Warcraft: Orcs & Humans von 1994 und basiert zudem auf Teilen des Buches World of Warcraft – Der Aufstieg der Horde.
Regie führte Duncan Jones, der zusammen mit Charles Leavitt das Drehbuch schrieb. Die Hauptrollen im Film übernahmen Travis Fimmel, Paula Patton, Ben Foster, Dominic Cooper, Toby Kebbell, Ben Schnetzer, Robert Kazinsky, Clancy Brown und Daniel Wu.
Der Film kam am 26. Mai 2016 in 2D, 3D und IMAX 3D in die deutschen Kinos.

## Handlung
Der Ork Durotan, Häuptling des Frostwolfclans, und seine hochschwangere Frau Draka leben in der Welt von Draenor, der Heimatwelt der Orks und Draenei. Darunter leben grüne Orks, die vom orkischen Hexer Gul’dan mithilfe seiner Fel-Magie, die sich von der Energie lebender Wesen nährt, gestärkt wurden, und braune Orks, die frei von Gul’dans Einfluss sind. Draenor steht kurz vor seinem Ende, und die Orks versuchen, eine neue Heimat für ihre Rasse zu finden. Gul’dan öffnet deshalb mithilfe der Fel-Magie ein Tor zur fruchtbaren Welt von Azeroth, die von einer Vielzahl verschiedener Völker – Menschen, Elfen und Zwerge – seit Jahren im friedlichen Nebeneinander bewohnt wird. Eine Horde der besten Orkkrieger tritt durch das Portal, um auf Azeroth ein neues Tor zu bauen, welches, von Fel-Magie gespeist, dem Rest der Orks auf Draenor den Weg nach Azeroth bahnen kann. Neben Durotan und Draka folgen Gul’dan auch Orgrim, Durotans bester Freund, Schwarzfaust, ein treuer Diener Gul’dans, sowie die Halbork-Frau Garona, die als Übersetzerin für Gul’dan tätig sein soll, durch das Tor nach Azeroth. Draka hat nach dem Transit zwischen den zwei Welten ihre Niederkunft, und Gul’dan nutzt seine Fel-Magie, um das Kind vor dem sicheren Tod zu bewahren.
Die Orks beginnen, Menschendörfer anzugreifen und Gefangene zu nehmen, um ihr Tor mit Energie zu versorgen. Als die ersten Überfälle auf entlegene Außenposten der Menschheit bekannt werden, wird Anduin Lothar, Ritter des Menschenreiches Sturmwind und Schwager des Königs, mit der Untersuchung dieser Vorfälle betraut. Lothar erhält dabei die zunächst unerwünschte Mithilfe des jungen Magiers Khadgar, einstiger Schüler beim Orden der Kirin-Tor, der seine Ausbildung jedoch abbrach, nachdem er die Ankunft des Fel auf Azeroth gespürt hatte. Bei der Untersuchung einer Leiche aus einem der Orküberfälle entdeckt Khadgar Spuren der Fel-Magie an ihr, und zusammen mit Lothar wendet er sich an Medivh, den Wächter von Tirisfal und einen der mächtigsten Magier Azeroths. Nachdem sie Medivh von den Überfällen und der Existenz des Fel berichtet haben, wird der Plan gefasst, einen Ork gefangen zu nehmen und ihn über die Pläne seiner Streitmacht zu verhören. Bei ihrer Suche werden Lothar, Medivh, Khadgar und ihre Eskorte von den Orks angegriffen; indem er eine Spur von Fel-Magie anzapft, kann Medivh jedoch alle Orks, die von der Fel-Magie befallen sind, töten. Durotan, Orgrim und Schwarzfaust können erfolgreich fliehen, während Garona lebendig gefangen genommen wird.
Da König Wrynn und seine Frau Taria Garona Schutz bieten, fasst sie Vertrauen und erzählt ihnen von Gul’dans Plänen. Sie führt Lothar und Khadgar zum Lager der Orks, wo der Bau des Portals für Nachschub bereits im vollen Gange ist. Lothar begibt sich sofort zurück nach Sturmwind, um den König und dessen Verbündete vor der drohenden Gefahr zu warnen. Bevor Garona und Khadgar sich danach auch zurückziehen können, werden sie von Durotan abgefangen, der ihnen ein Bündnis mit dem Frostwolfclan vorschlägt, um Gul’dans Plan aufzuhalten, da Durotan die finstere Natur von Gul’dan und die Gefahr, die die Fel-Magie für seine Familie und die Orks darstellt, erkannt hat. Die Menschen lassen sich auf eine Verhandlung mit Durotans Clan ein, doch beide Gruppen werden von Gul’dans Gefolgsleuten angegriffen, die unter der Anweisung von Orgrim einen Hinterhalt vorbereitet haben. Medivh kann mit einem magischen Bannwall den Rückzug des Königs, Lothars und Garonas gewährleisten, doch Lothars Sohn Callan wird versehentlich durch den Wall vom Rest der Abordnung getrennt und von Schwarzfaust vor den Augen seines Vaters getötet.
Nun von der Gefahr überzeugt, der sie gegenüberstehen, aber nicht in der Lage, die anderen Völker Azeroths zu einer Kriegsallianz zu vereinen, sieht Wrynn keine andere Wahl, als auf Durotans Vorschlag einzugehen, und beginnt eine Expedition zu organisieren, welche die Befreiung der Gefangenen der Orks zum Ziel hat. Indessen stellt Khadgar Nachforschungen über das Portal an, muss aber zu seinem Schrecken feststellen, dass auch Medivh von der Fel-Magie besessen ist und die Orks nach Azeroth geholt hat. Medivh gibt Wrynn die falsche Hoffnung, dass der Frostwolfclan sich zum Kampf an ihrer Seite bereit gemacht hat, und lässt Lothar, den der Verlust Callans in eine tiefe Krise gestürzt hat, inhaftieren. Auf der Suche nach Hilfe kehrt Khadgar zu den Kirin-Tor zurück und wird dort von Alodi kontaktiert, der legendären ersten Wächterin von Tirisfal, die ihn dazu ermutigt, auf seine Fähigkeiten und seine Freunde zu vertrauen. Indessen wird bei den Orks der gesamte Frostwolfclan als Verräter an der Horde denunziert, doch Orgrim, der den Verrat an seinem Freund bereut, verhilft Draka und ihrem Sohn Go’el zur Flucht. Danach befreit er Durotan, der Gul’dan zu einem Mak’gora (einem ehrenvollen Duell auf Leben und Tod) herausfordert. Gul’dan setzt jedoch Fel-Magie ein, um Durotan zu töten. Draka wird währenddessen von einem von Gul’dans Orks gestellt und getötet, kann aber Go’el vorher noch in einem Weidenkorb in einem Fluss aussetzen. Khadgar kehrt nach Sturmwind zurück, befreit Lothar aus dem Gefängnis und zusammen machen sie sich auf, um Medivh aufzuhalten.
Als Wrynn zusammen mit Garona und seiner Menschenarmee am Orklager ankommen, finden sie dort die gekreuzigten Leichen der Frostwolf-Orks und eine überwältigende Übermacht ihrer Feinde vor. Währenddessen setzt der korrumpierte Wächter die Kraft der Fel-Magie ein, um das Tor zwischen Draenor und Azeroth zu öffnen, und verwandelt sich dabei nach und nach in ein Abbild der dämonischen Macht, die hinter der Fel-Magie steckt. Um Lothar und Khadgar zu töten, aktiviert Medivh einen Golem, an dem er vor seiner Korruption noch gearbeitet hat, doch die beiden Gefährten können den Wächter überlisten und Medivh das Fel entziehen. Wrynns Armee stößt zu den Gefangenen vor, kann diese befreien und durch das Portal schicken, das der sterbende Medivh als letzte Sühne reaktiviert, um ihnen einen Weg zurück nach Sturmwind zu öffnen. Als Medivh jedoch schließlich stirbt, kollabiert das Portal und schneidet Wrynns Armee den Rückzug ab. Von allen Seiten umzingelt und den Tod vor Augen, befiehlt Wrynn der widerwilligen Garona, ihn zu töten und damit zur Heldin unter den Orks zu werden, so dass sie von ihrer Seite aus auf eine friedliche Lösung zwischen Menschen und Orks hinarbeiten kann. Kurz danach erscheint Lothar auf dem Schlachtfeld und wird von Schwarzfaust, welcher durch Gul’dans Fel gestärkt wurde, zu einem Mak’gora herausgefordert. Lothar kann jedoch Schwarzfaust töten. Gul’dan will Lothars Sieg nicht akzeptieren, Garona erinnert ihn jedoch an die Regeln des Mak’gora, und die Orks lassen Lothar unbehelligt mit König Wrynns Leiche abziehen.
Wieder zurück in Sturmwind findet Lothar Garonas Dolch an Wrynns Leiche, missversteht das Indiz und glaubt, sie habe den König verraten. Durch Wrynns Tod wurden aber auch die anderen Völker Azeroths gegen die Horde geeint, und Lothar wird zum obersten Kommandanten der neuen alliierten Streitmacht ernannt. Orgrim verlässt währenddessen die Orkhorde, um Go’el zu suchen und die Erinnerung an seinen tapferen Vater an ihn weiterzugeben, und Go’el wird von ein paar Menschen aus dem Fluss gefischt.

## Produktion

### Entstehung und Stab
In einer Pressemitteilung vom 6. Mai 2006 wurden erstmals Pläne zur Zusammenarbeit von Blizzard Entertainment mit Legendary Pictures für einen Warcraft-Film bekannt. Auf der BlizzCon 2008 bestätigte Mike Morhaime, dass das Drehbuch bereits fertiggestellt wurde. Am 22. Juli 2009 wurde bekannt, dass Sam Raimi, der vor allem durch die Spider-Man-Trilogie bekannt geworden war, als Regisseur des Films verpflichtet wurde. Raimi kündigte am 12. Oktober 2009 an, dass Robert Rodat ein neues Drehbuch, das auf die Geschichte der Allianz konzentriert war, für den laut damaliger Planung im Jahr 2011 veröffentlichten Film schreiben werde. Am 13. Juli 2012 kündigte Sam Raimi an, dass er nicht mehr als Regisseur fungieren würde, nachdem er die Regie von Die fantastische Welt von Oz übernommen habe. In einem späteren Interview erklärte er, dass Robert Rodat an dem Drehbuch gearbeitet hatte und dieses von Legendary Pictures akzeptiert wurde, aber Blizzard Entertainment ein vertragliches Veto nutzte, da das Unternehmen die Perspektiven der Horde und der Allianz erzählen wollte.
Am 2. August 2012 wurde bekannt, dass Charles Leavitt ein neues Drehbuch schreiben werde. Am 30. Januar 2013 wurde bekannt, dass Duncan Jones die Regie übernehmen werde. Zusätzlich werde er das Drehbuch mitschreiben. Jones hatte zuvor mit seinem Regie-Debüt Moon den BAFTA als bester Newcomer sowie mehrere andere Auszeichnungen erhalten und mit seinem zweiten Film Source Code die Kritiker überzeugen können. Beide Filme halten eine sehr gute Rotten-Tomatoes-Rezension.
Auf der PAX East am 23. April 2016 erklärte Jones, dass es vor allem die Orks waren, die ihn dazu gebracht haben, die Regie übernehmen zu wollen. Jones hatte nämlich einen Blick auf das Drehbuch geworfen, als Sam Raimi das Projekt noch betreute. Der sah allerdings die Orks ausschließlich als Bösewichte für die Handlung an, was Jones unpassend fand und Blizzard deswegen ein eigenes Skript vorlegte, dass die Orks und Menschen sowohl gut als auch böse darstellt.

“They have just this amazing thing they created and we want to treat it with as much respect as we can.”

„Sie (Blizzard) haben diese erstaunliche Sache (Warcraft), die sie geschaffen haben, und wir werden damit mit viel Respekt umgehen.“

“When I made my pitch, everyone was so relieved.”

„Als ich meine Idee präsentierte, war jeder so erleichtert.“

Warcraft, dessen Produktionskosten 160 Millionen US-Dollar betragen, ist Jones’ erster Fantasyfilm. The Hollywood Reporter berichtete im September 2015, dass Produzenten von Legendary Pictures und Universal Pictures Warcraft als einen „Problemfilm“ bezeichneten. Grund dafür ist das hohe Budget und die Angst, dass der Film keinen Erfolg haben wird. Jones widersprach dem. Laut eigener Aussage sollen die Fans der Computerspielreihe im Film Elemente wiederentdecken, die sie selbst aus dem Spiel kennen. Laut Jones werden sich Warcraft-Fans im Film wie zu Hause fühlen. Der Film erzählt mit einigen Freiheiten die Geschehnisse aus dem allerersten Warcraft-Echtzeit-Strategiespiel Warcraft: Orcs & Humans von 1994 und basiert zudem auf Teilen des Romans World of Warcraft – Der Aufstieg der Horde (Originaltitel World of Warcraft – Rise of the Horde) von Christie Golden, der 2007 in deutscher Sprache im Panini-Verlag erschien und die Vorgeschichte des Zusammenlebens von Draenei und Orks auf Draenor erzählt. So können auch Kinogänger angesprochen werden, die die Hintergrundhandlung der Spiele nicht kennen und nach Azeroth mitgenommen werden wollen.

“Es geht nämlich nicht darum, einfach aus einem Spiel einen Film zu machen. Es geht darum, die Elemente des Spiels zu finden, die dazu führten, dass man es gern hatte, und einen Weg zu finden, das alles in ein komplett anderes Medium – die lineare Erzählweise des Films – zu übertragen. Wenn du etwas findest, das essenziell, menschlich und einer Erzählung wert ist, und dazu die richtigen Charaktere, die einen durch die Geschichte führen, dann wird diese Story funktionieren.”

### Besetzung und Synchronisation
Die Rolle von Anduin Lothar, dem Anführer der Allianz, wurde im Oktober 2013 mit Travis Fimmel besetzt. Der Schauspieler hatte nach eigenen Aussagen zuvor nie von Warcraft gehört und räumte ein: „Um ehrlich zu sein, hatte ich keine Ahnung, worauf ich mich einließ.“ Der Protagonist der Horde, Durotan, wurde im Dezember 2013 mit Toby Kebbell besetzt. Zusätzlich wurde im gleichen Monat die Besetzung von Ben Foster, Paula Patton, Dominic Cooper und Robert Kazinsky angekündigt. Im Dezember 2013 stießen auch Daniel Wu und Clancy Brown zur Crew. Anfang März 2014 stieß der Nachwuchsschauspieler Burkely Duffield zur Crew. Während einer Präsentation im Rahmen der BlizzCon 2014 wurde eine Reihe weiterer Schauspieler bekannt gegeben, die kleinere Rollen im Film übernehmen werden.

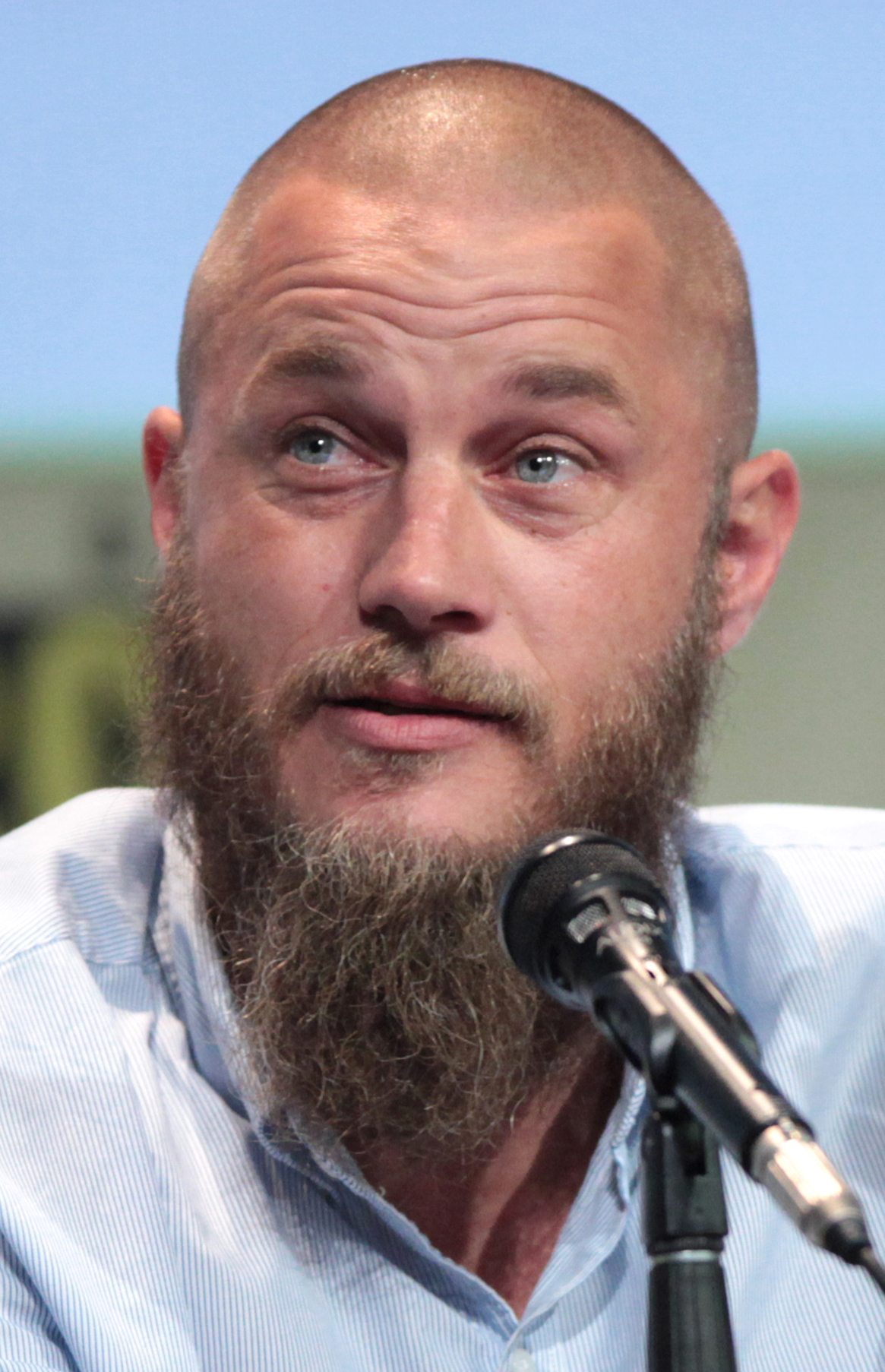
Travis Fimmel (2015)
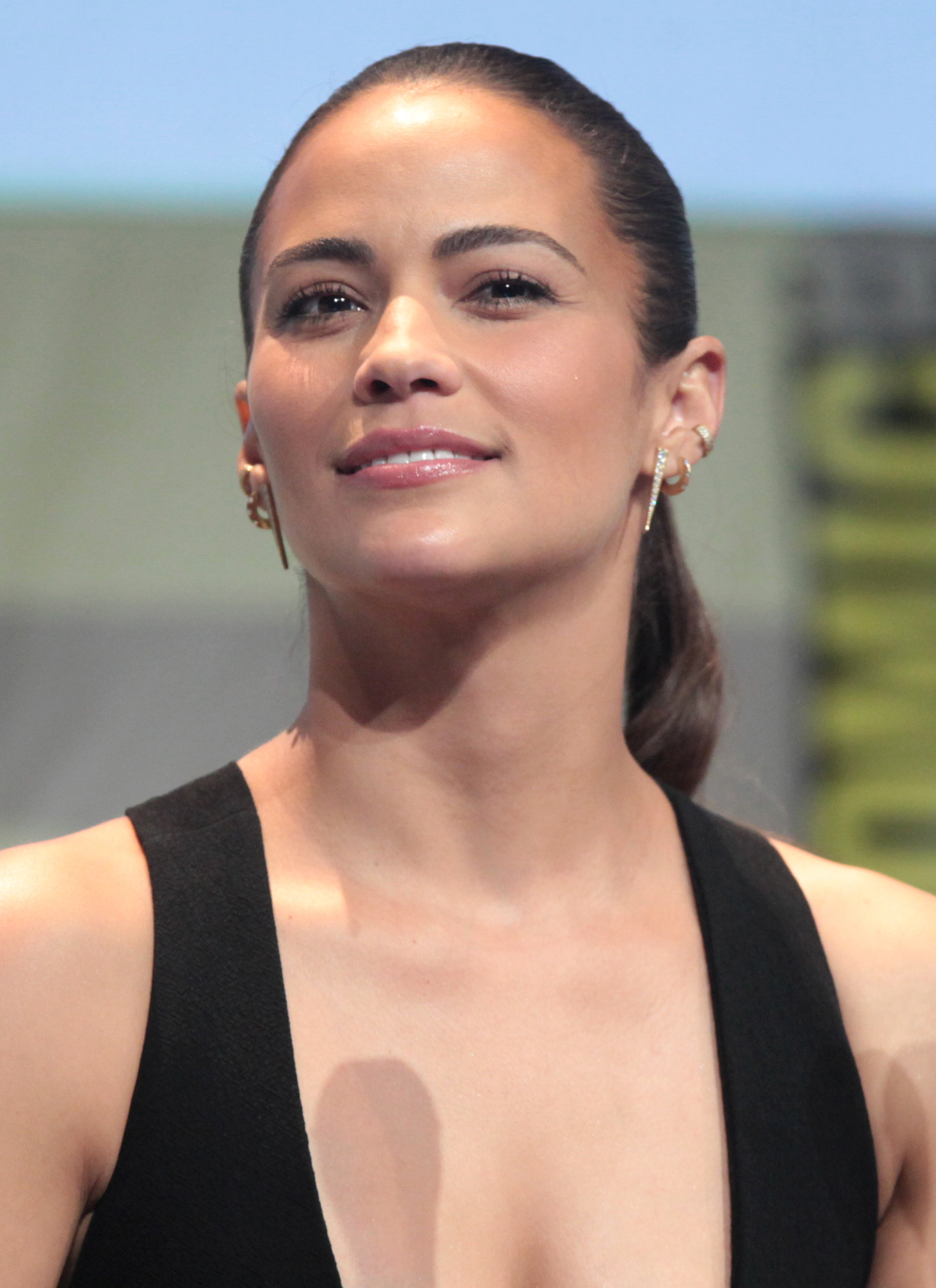
Paula Patton (2015)
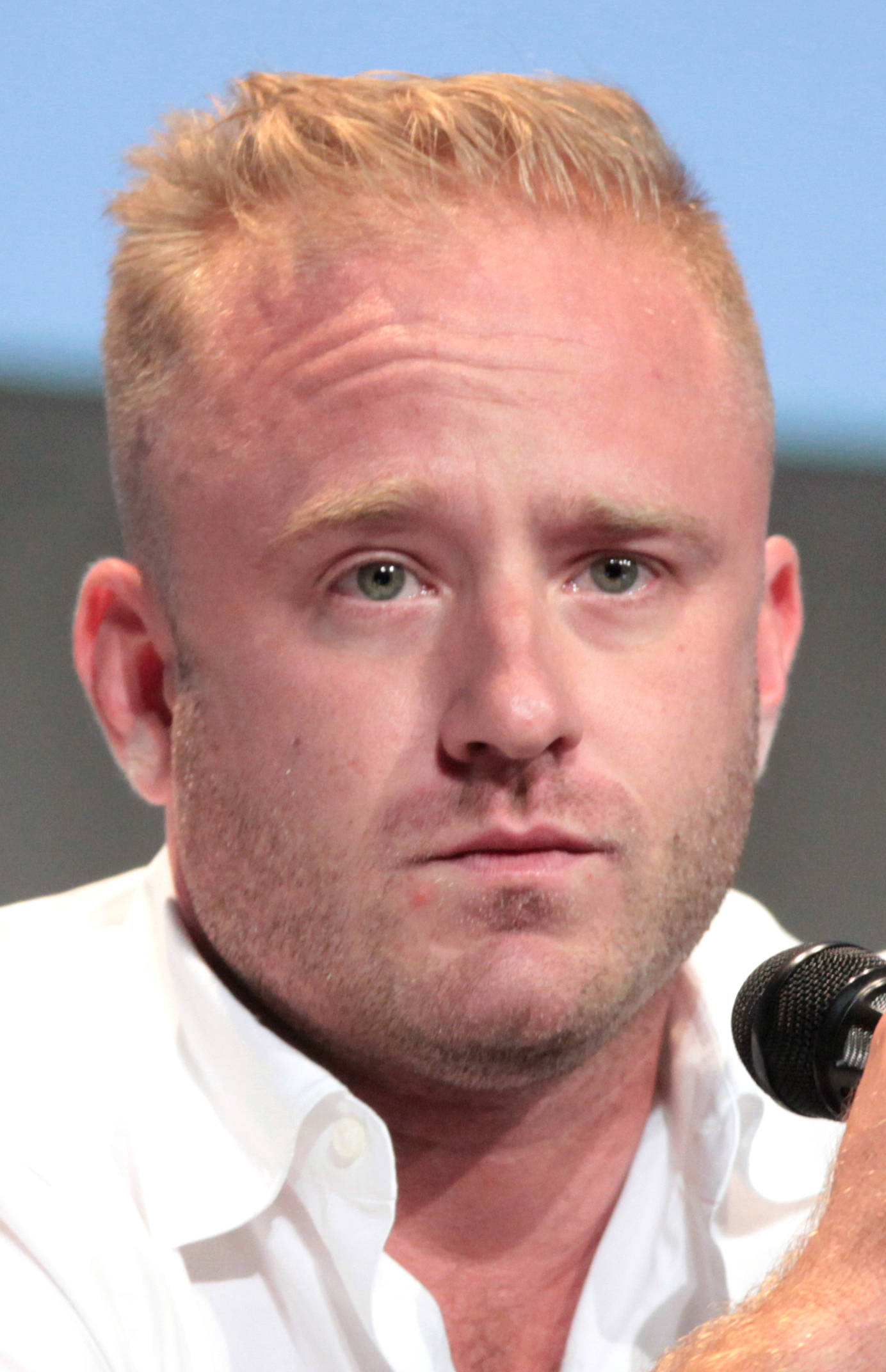
Ben Foster (2015)
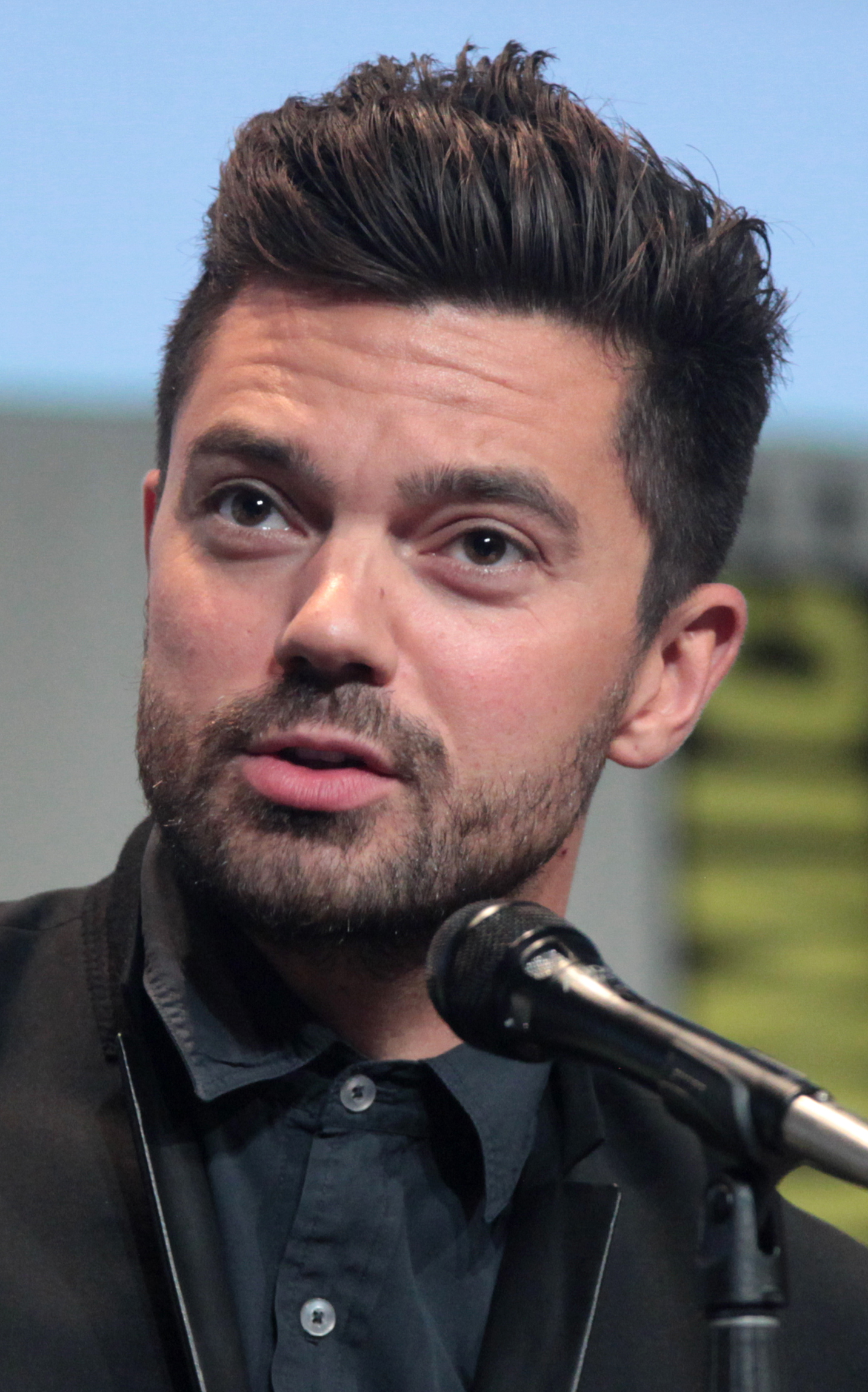
Dominic Cooper (2015)
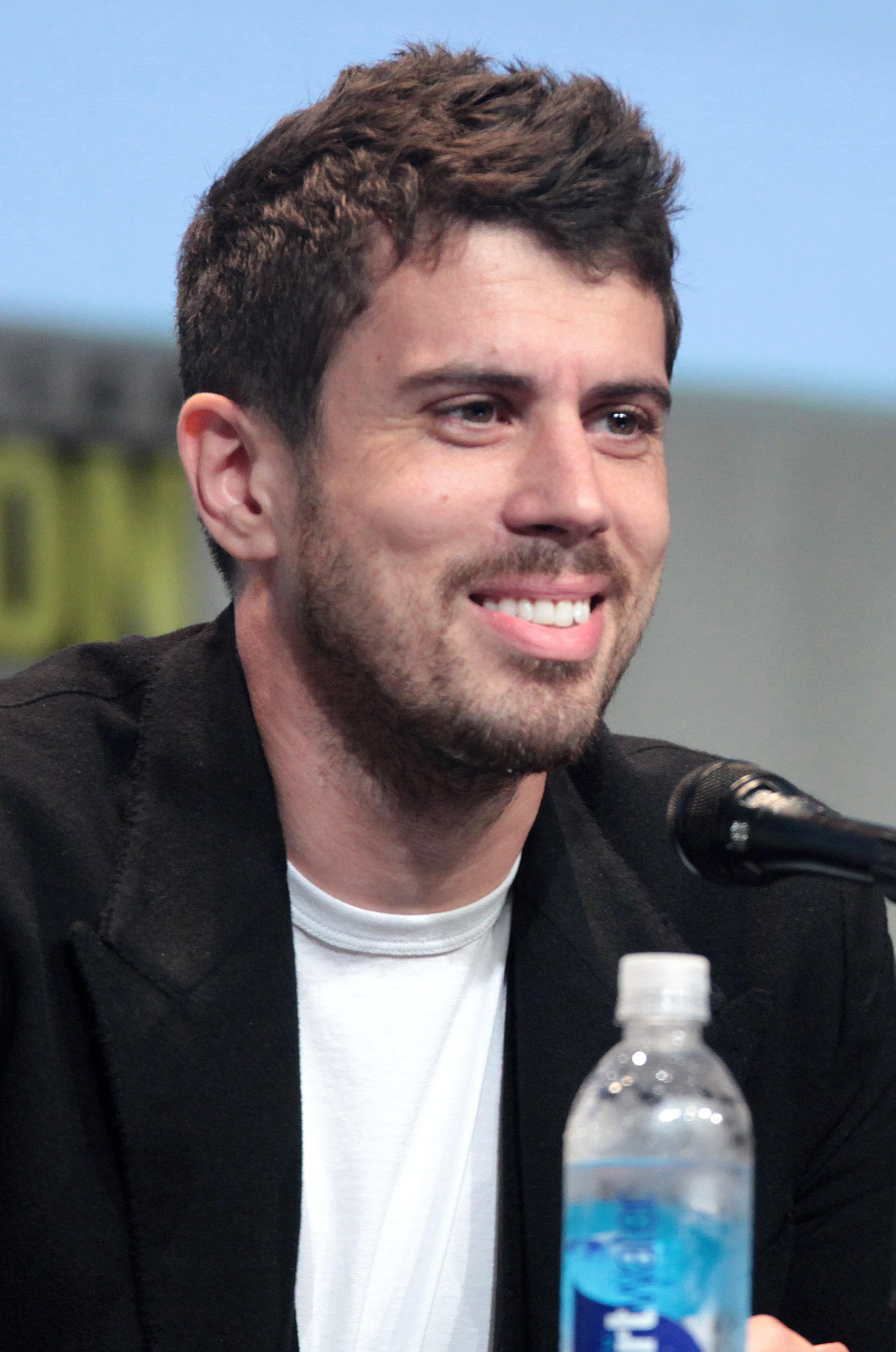
Toby Kebbell (2015)
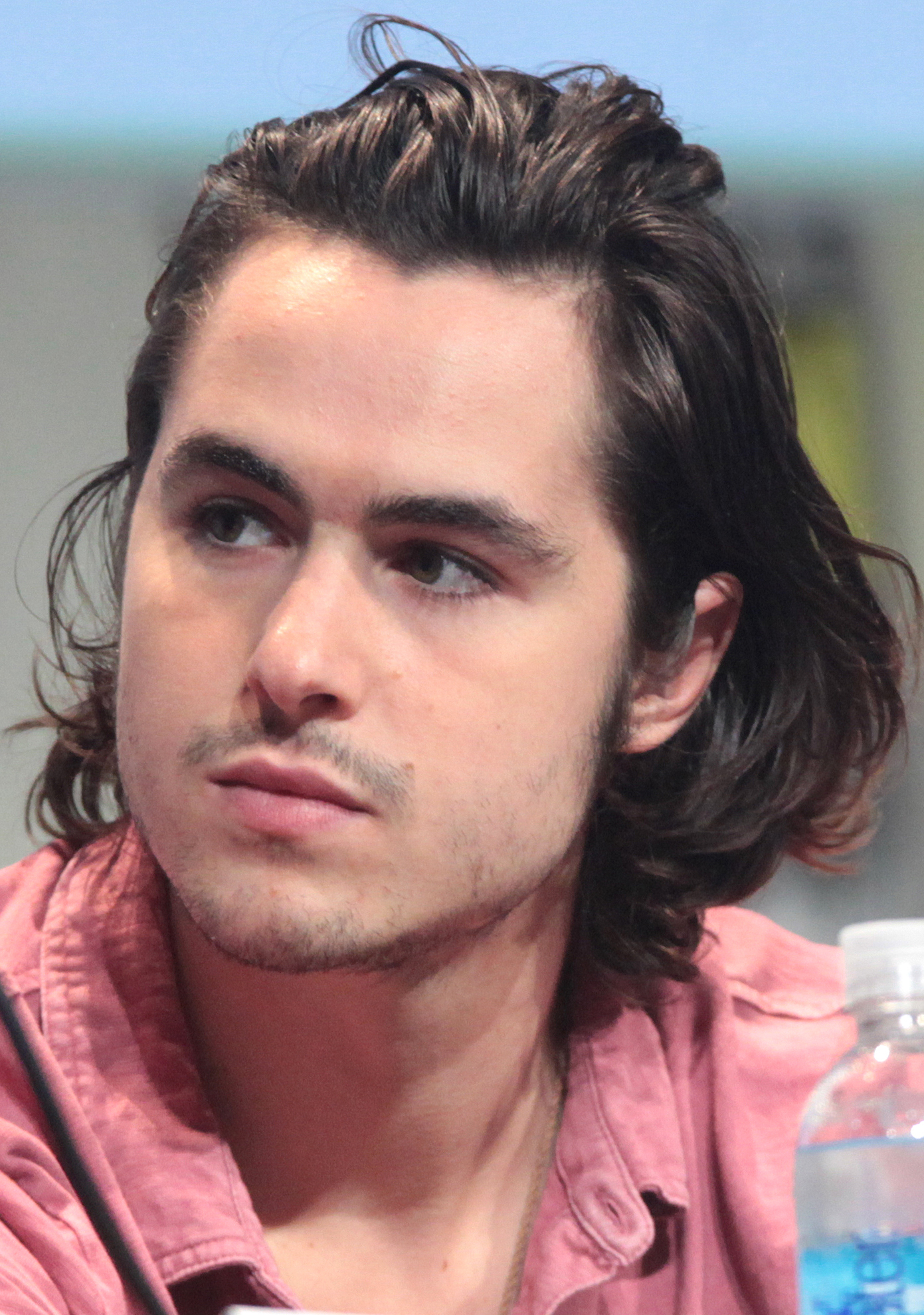
Ben Schnetzer (2015)
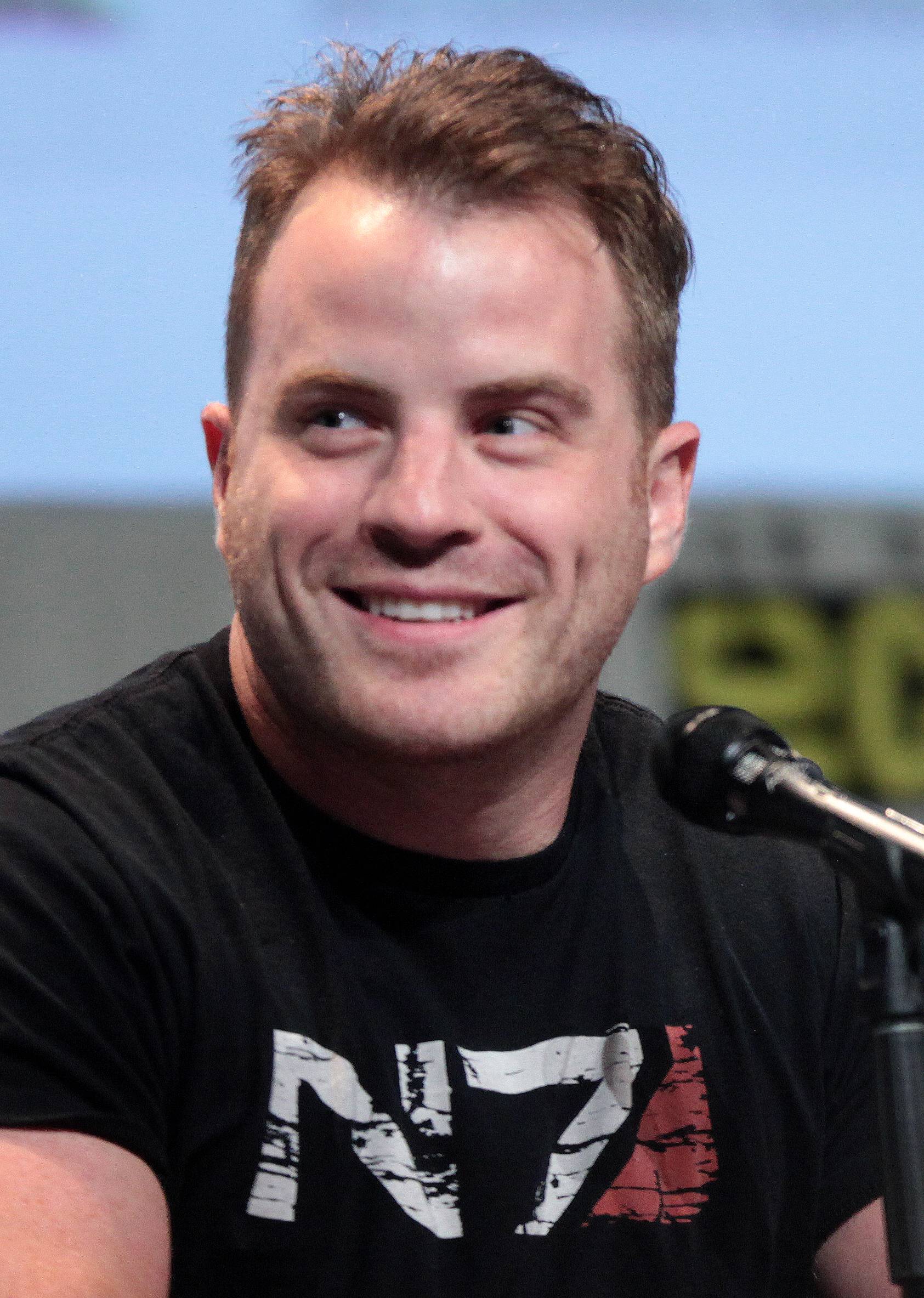
Robert Kazinsky (2015)
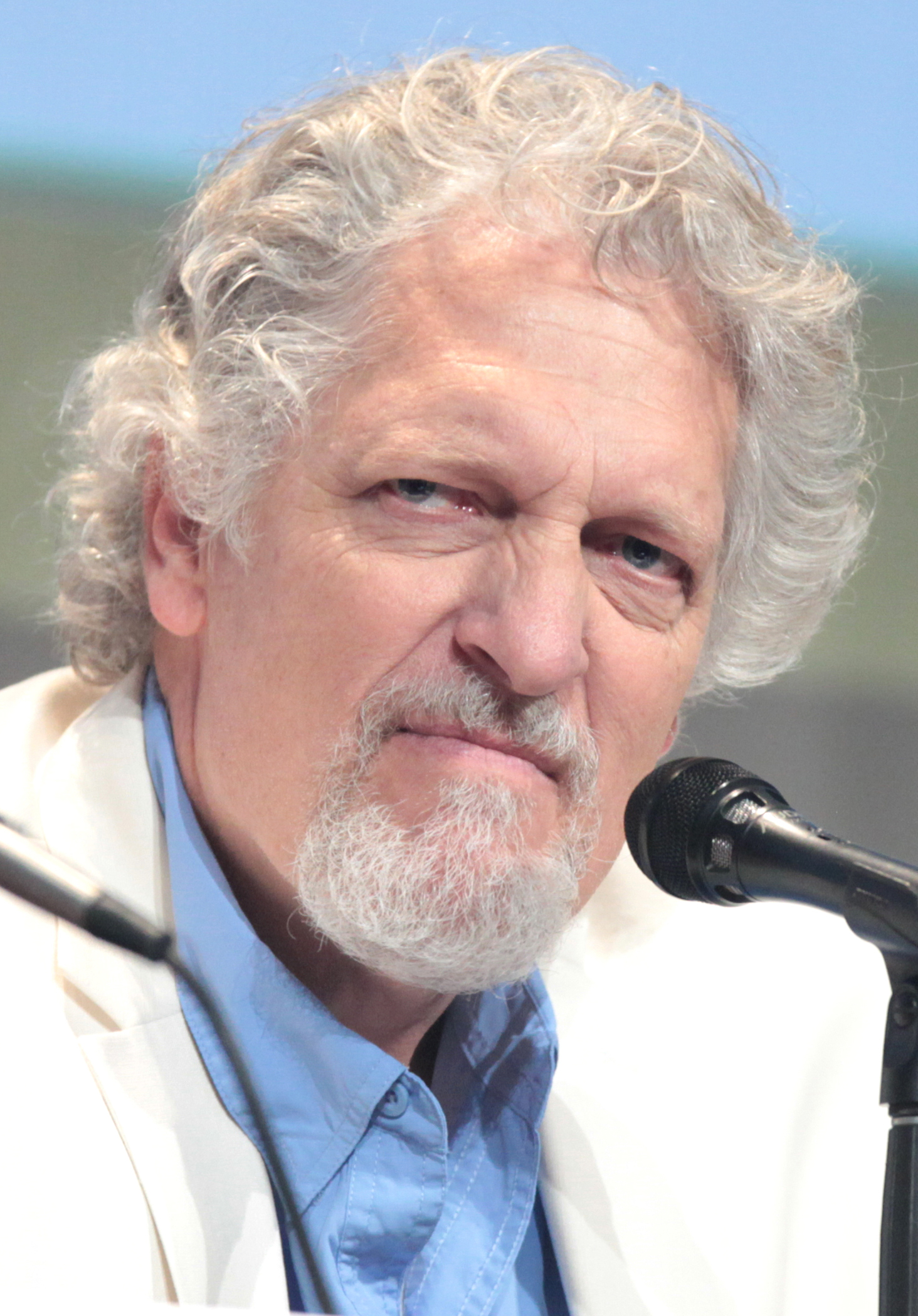
Clancy Brown (2015)
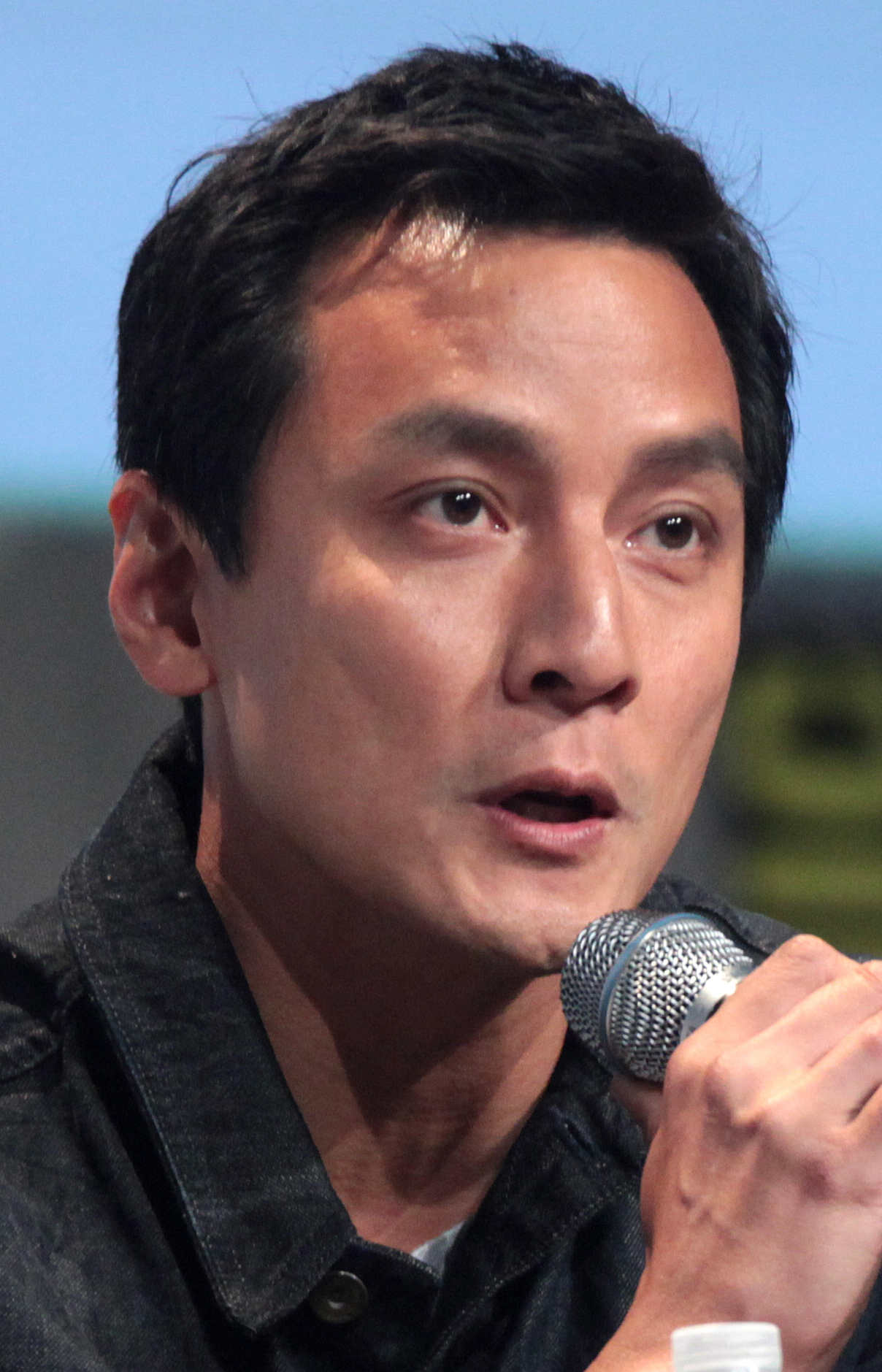
Daniel Wu (2015)
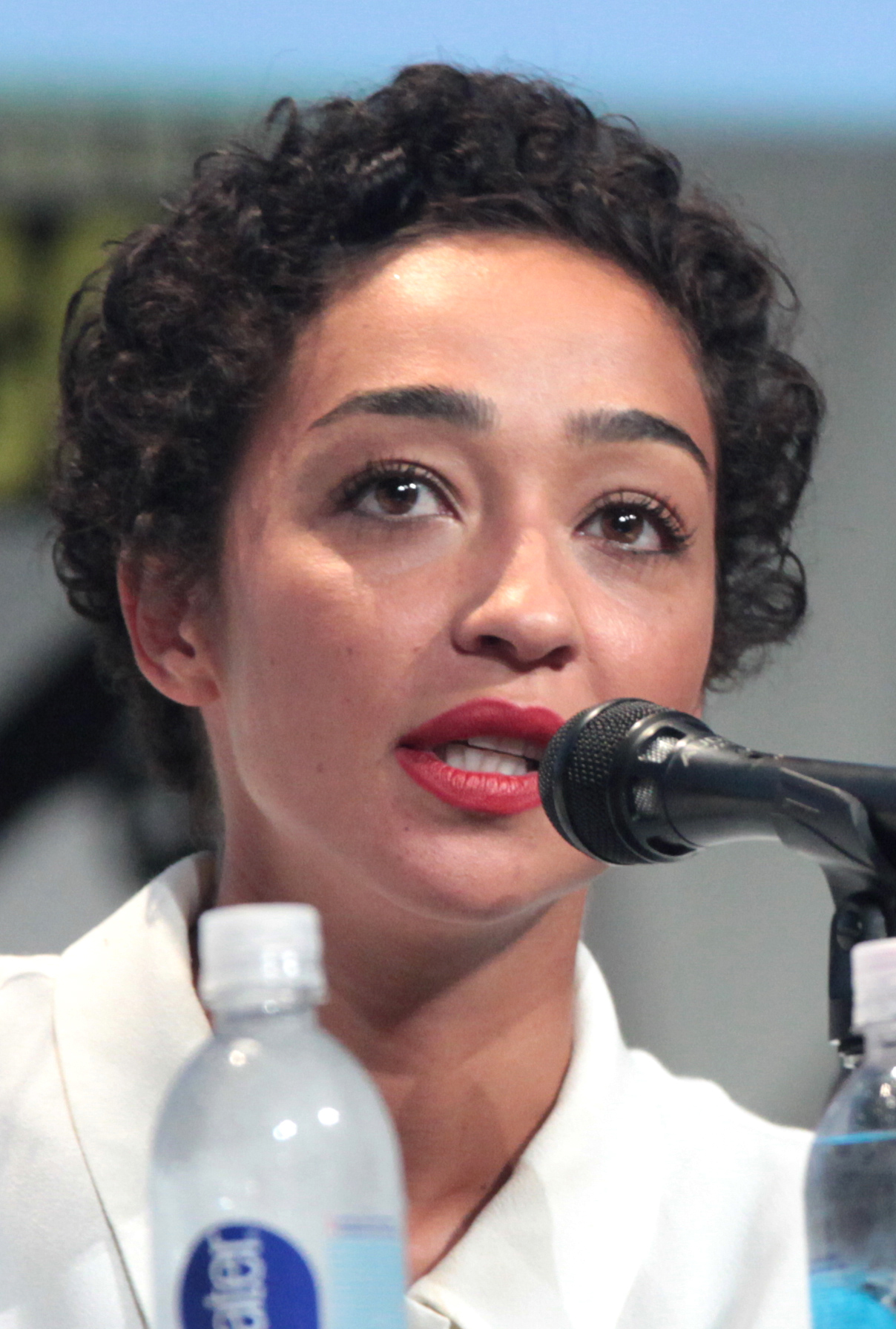
Ruth Negga (2015)
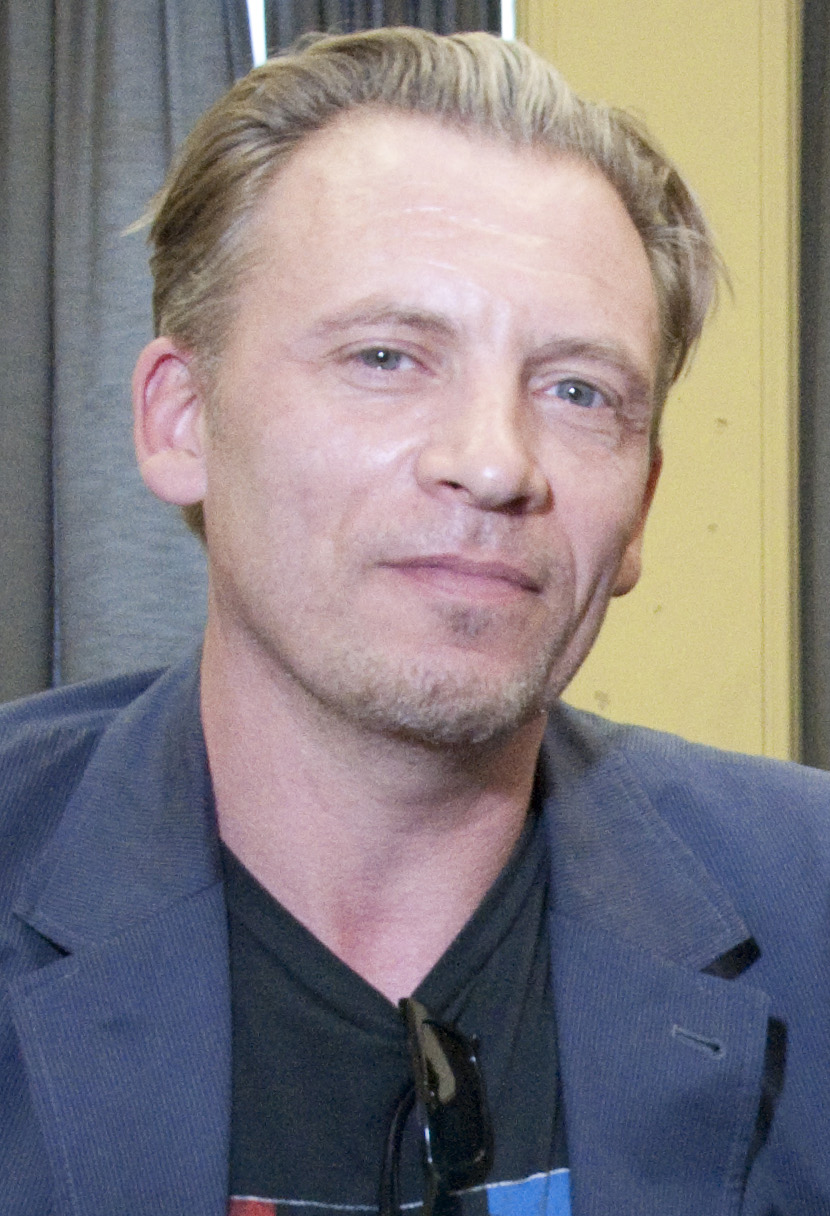
Callum Keith Rennie (2015)
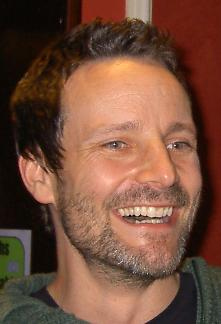
Ryan Robbins (2015)

Die meisten Schauspieler erhielten größtenteils neue deutsche Stimmen. Dominic Cooper wird von seiner Stammstimme Robin Kahnmeyer gesprochen, so wie Travis Fimmel von Björn Schalla synchronisiert wird, wie in der Fernsehserie Vikings als Ragnar Lothbrok. Zudem wurden die YouTuber von ApeCrime (Cengiz Dogrul, Andre Schiebler und Jan-Christoph Meyer) als Synchronsprecher verpflichtet. Sie sprachen im Film jeweils einen Menschen und einen Ork, wie Universal bekanntgab.
| Rolle         | Darsteller/Originalsprecher | Synchronsprecher  |
| ------------- | --------------------------- | ----------------- |
| Anduin Lothar | Travis Fimmel               | Björn Schalla     |
| Garona        | Paula Patton                | Vera Teltz        |
| Medivh        | Ben Foster                  | Marcel Collé      |
| Llane Wrynn   | Dominic Cooper              | Robin Kahnmeyer   |
| Durotan       | Toby Kebbell                | Alexander Doering |
| Khadgar       | Ben Schnetzer               | Julius Jellinek   |
| Orgrim        | Robert Kazinsky             | Tommy Morgenstern |
| Schwarzfaust  | Clancy Brown                | Tilo Schmitz      |
| Gul’dan       | Daniel Wu                   | Martin Keßler     |

### Dreharbeiten und Nachbearbeitung
Die Dreharbeiten fanden hauptsächlich in Vancouver statt, begannen am 13. Januar 2014 und endeten am 23. Mai 2014. Auch die Schauspieler, die in die Rollen von Orks schlüpften, waren bei den Dreharbeiten anwesend und standen dabei neben den Schauspielern vor der Kamera. Allerdings wurden die Figuren, die sie spielten, in einer Nachbearbeitung durch CGI animiert. So wurde auch Durotan, wie jedes andere Mitglied der Orkhorde, vollständig computergeneriert. Kebbell musste hierfür während der Dreharbeiten einen Anzug tragen, auf dem Markierungspunkte angebracht waren, und seine Bewegungen und seine Mimik wurden hierbei mittels des Motion-Capture-Verfahrens gescannt und später nachbearbeitet. Dass die Figuren dennoch menschliche Züge tragen, zeigt sich gleich zu Beginn des Films in einer Szene, in der ein Ork Tränen vergießt. Kritiker beschrieben die einfühlsame Großaufnahme der orkischen Augenpartie später als überzeugend, und diese hauchte der Figur genug Leben ein, um ihre Künstlichkeit vergessen zu lassen und die emotionale Erzählweise des Films glaubwürdig zu machen. Andere Kritiker äußerten sich später über den Einsatz der CGI, dieser habe sich trotz des großen Aufwandes nicht wirklich gelohnt, und in Kombination mit den Live-Action-Elementen des Films führe diese dazu, dass sich dieser leblos anfühle und sich der Zuschauer zu sehr vom Film distanziere.
Neben Helen Jarvis und Rod McLean, die die Dreharbeiten begleiteten und die Nachbearbeitung des Films als Artdirectoren verantworteten, war Ken Murano an der Schnittstelle zwischen den Dreharbeiten, der Nachbearbeitung und den visuellen Effekten als Motion Capture Technical Supervisor zuständig. Hierbei wurde das am Computer entstandene Bildmaterial mit den echten Filmaufnahmen verbunden. Die durch CGI umgesetzten visuellen Effekte wurden von Industrial Light & Magic mit Leitung des Filmtechnikers Bill Westenhofer, der für Der Goldene Kompass und Life of Pi: Schiffbruch mit Tiger einen Oscar für die besten visuellen Effekte erhielt, verwirklicht. Industrial Light & Magic entwickelte ein neuartiges Motion-Capturing-Verfahren zur Darstellung der Orks. Mit der Hilfe dieses neuartigen Motion-Capturing-Verfahrens waren mit Gul’dan, Durotan, Orgrim, Blackhand, Grommash Höllschrei und Draka letztlich etwa die Hälfte aller Figuren im Film am Computer entstanden. Hal Hickel, der Animation Supervisor des Films, sagte über die Arbeit seines Teams: Die Technik gibt uns für das Gesicht eine Menge seltsame und miteinander verbundene Details, an die ein Animator vielleicht nicht unbedingt denkt. So können sich die Animateure auf die letzten zehn Prozent konzentrieren, was eine Szene wirklich schön aussehen lässt. Statt all dieser schweren Arbeit, es auf 90 Prozent zu bringen, können sie sich wirklich auf die kleinen Sachen konzentrieren, die es wirklich ganz besonders machen […]. Jeder hatte bei der Entwicklung dieses Projekts eine Philosophie, und zwar die, dass wir die Motion-Capture-Leistungen soweit wie möglich nutzen werden, genauso wie die Live-Action-Performances.
Laut dem Supervisor für die visuellen Effekte bei Industrial Light & Magic, Jason Smith, zwangen die benötigten Details der Charaktere das Unternehmen dazu, sich in vielen Bereichen weiterzuentwickeln. Neue Techniken wie „Haircraft“ (neue Darstellung von Haaren), „Muscle Meters“ (neue Darstellung von Muskeln) und „Tusk Deformer“ (neue Darstellung von Zähnen) sollen die besten visuellen Effekte darstellen, die das Unternehmen jemals entwickelte, so Smith. Die neuen Techniken wurden zum Teil von Pixar mitentwickelt. Das Unternehmen verwendete zur realistischen und konzepttreuen Darstellung der Welten Azeroth und Draenor sowie der Figuren Bücher, Comics, Artbooks sowie Konzeptkunst von Blizzard Entertainment. Der mit dem Spiel vertraute VFX Supervisor Bill Westenhofer setzte sich für die Integration eines Murloc als Easter Egg für die Fans ein. Laut Thomas Tull dauerte die gesamte Nachproduktion mehr als 20 Monate.

### Ausstattung und Kostüme
Gavin Bocquet war für das Production Design und damit für die Ausstattung des Filmsets zuständig, an welchem die eigentlichen Dreharbeiten stattfanden.
2013 wurde bekannt, dass Nick Carpenter, der Vice President des Art und Cinematic Departments von Blizzard, plane, für den Film mit Weta Workshop, einem neuseeländischen Dienstleister für Filmprojekte, zusammenarbeiten zu wollen. Weta Workshop war zuvor vor allem für seine Requisiten bei Der Herr der Ringe und Der Hobbit bekannt geworden. Weta Workshop schuf viele Requisiten für den Film, wozu neben den Rüstungen der Menschen auch die Waffen der Figuren gehörten. Nach der Beendigung der Dreharbeiten verkaufte Weta Workshop viele der Requisiten aus dem Film, teilweise auch als Kopien der Originale.
Weitere Kostüme, die im Film fast ausschließlich von den nicht am Computer animierten, menschlichen Figuren getragen wurden, hatte Mayes C. Rubeo entworfen. Hierbei orientierte sich Rubeo stark an Vorlagen aus dem Spiel. Rubeo hatte zuvor bereits für die Filme Apocalypto, Avatar – Aufbruch nach Pandora und John Carter – Zwischen zwei Welten Kostüme für epische Fantasy-Filme entworfen.

### Sounddesign und Filmmusik
Wylie Stateman, der bereits für sieben Oscars nominiert wurde, war als Supervising Sound Editor für den Tonschnitt des Films zuständig.
Im Oktober 2014 wurde angekündigt, dass Ramin Djawadi die Musik zum Film schreiben werde, die sich stark an World of Warcraft orientieren soll. Djawadi war zuvor bereits für drei Emmys nominiert worden, so für die Titelmelodie der Serie Prison Break und für seine Arbeiten an den Serien Game of Thrones und FlashForward. Der 61:04 min lange Soundtrack erschien am 27. Mai 2016 auf iTunes und wurde am 10. Juni 2016 von Back Lot Music auf CD veröffentlicht. Vorab war am 13. Mai 2016 der erste Titel des Soundtracks, Warcraft, veröffentlicht worden. Die Filmmusik enthält auch Originalstücke aus den Warcraft-Spielen. Der Soundtrack erreichte im Juni 2016 mit Platz 81 seine höchste Positionierung in den deutschen iTunes-Album-Charts und konnte sich darin zwei Tage halten. Im Dezember 2016 wurde der Soundtrack als Anwärter bei der Oscarverleihung 2017 in der Kategorie Beste Filmmusik in die Kandidatenliste (Longlist) aufgenommen, wurde jedoch nicht nominiert.
Titelliste des Soundtracks
1. Warcraft – 1:58
2. The Horde – 3:17
3. Medivh – 2:43
4. Honor – 4:45
5. Forrest Ambush – 3:43
6. Lothar – 3:35
7. Gul’dan – 3:13
8. The Beginning – 2:29
9. Strong Bones – 1:34
10. Victory and Defeat – 3:02
11. The Book – 2:27
12. Two Worlds Colliding – 3:22
13. The Incantation – 3:43
14. Half Orc, Half Human – 1:26
15. Whatever Happens- 1:43
16. My Gift to You – 2:31
17. Llane’s Solution – 7:25
18. Mak’gora – 5:01
19. For Azeroth – 2:49

### Marketing, Verwertung und Begleitwerke

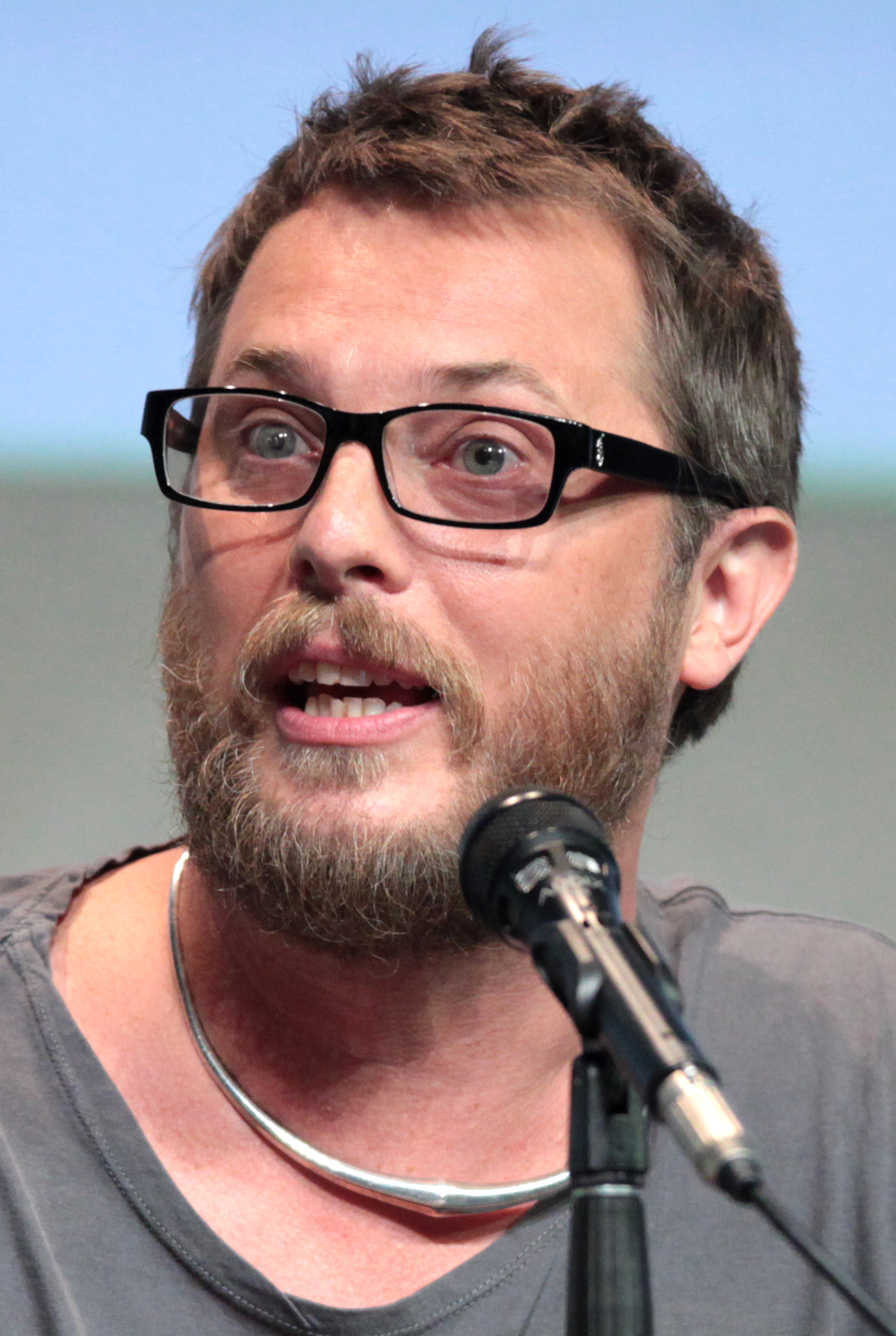
Regisseur Duncan Jones bei der Comic-Con 2015

Auf der San Diego Comic-Con 2013 wurde den Besuchern ein Teaser vorgestellt, der einen Kampf zwischen einem Menschen und einem Ork darstellt. Auf der BlizzCon 2013 und 2014 wurde jeweils ein Panel zum Film abgehalten. Auf der San Diego Comic-Con 2015 wurde den Besuchern sechs Minuten Filmszenen gezeigt. Die Reaktionen auf die Filmszenen fielen positiv aus; so wird bei Collider Jones’ emotionaler Ansatz gelobt sowie die Technik, die bei den Orks selbst die „fantastischen Effekte“ aus Planet der Affen: Revolution übertreffe. Slashfilm titelte zu den Filmszenen: „Denkt an einen dreckigeren, düstereren, zurückhaltenderen Avatar. Es fühlt sich an wie ein Videospiel, das in einen Film verwandelt wurde.“
Im Rahmen der BlizzCon 2015 wurde der erste offizielle Trailer veröffentlicht sowie der offizielle Titel Warcraft: The Beginning bekanntgegeben. In den USA wird der Film weiterhin als Warcraft betitelt. Im Januar, Februar und März 2016 wurden mehrere Werbespots und Filmplakate veröffentlicht. Am 19. April 2016 erschien der zweite offizielle Trailer. Die Actionszenen und die visuellen Effekte wurden gelobt, jedoch wurde die im Trailer verwendete Musik stark kritisiert. So schrieb GameStar: „Ein Mix aus Call of Duty-Style und Dubstep, der auf den ersten Blick ziemlich befremdlich und irgendwie deplatziert erscheint.“ Auch Duncan Jones distanzierte sich von der Musikwahl und machte deutlich, dass der fertige Film Djawadis eigenkomponierte Musik verwenden wird. Auf der PAX East am 23. April 2016 wurde ein Panel abgehalten sowie ein Trailer gezeigt, der neben alten auch neue Szenen beinhaltete. Ende April 2016 wurde ein internationaler Trailer in englischer und japanischer Sprache veröffentlicht. Mitte Mai 2016 folgte die Veröffentlichung mehrerer neuer Werbespots, einiger Filmszenen sowie einiger Filmplakate, die die Schauspieler und ihr Motion-Capture-Gegenüber darstellt. Am 18. Mai 2016 wurde von Legendary ein Making-of des Films mit dem Titel A Look Inside veröffentlicht. Das knapp zweieinhalbminütige Video stellte neben neuen Szenen aus dem Film die einzelnen Figuren vor und lässt verschiedene Schauspieler und den Regisseur Duncan Jones zu Wort kommen. Zur gleichen Zeit wurden vier neue TV-Spots veröffentlicht.
Am 24. Mai 2016 eröffnete Madame Tussauds Berlin in seinen Ausstellungsräumen eine Warcraft-Erweiterung zum Film. In der Tussauds-Ausstellung werden lebensgroße Wachsfiguren der beiden Hauptdarsteller Travis Fimmel und Paula Patton in ihren Kostümen als Anduin Lothar und Garona gezeigt. Im Madame Tussauds London war ebenfalls eine Warcraft-Erweiterung eröffnet worden.
Blizzard arbeitete eine Marketingkampagne aus, in der jeder World-of-Warcraft-Spieler, der sich innerhalb von zwei Monaten nach Kinostart im Spiel einloggt, Transmogrifikations-Waffen erhält. Zusätzlich können Besucher des Films ab dem Tag der Premiere in Deutschland über einen Code, den sie in Verbindung mit der Eintrittskarte erhalten, kostenlos eine digitale Version der World-of-Warcraft-Reihe beziehen und sich 30 Tage Spielzeit sichern. Diese Version des Spiels beinhaltet alle Erweiterungen bis inklusive Warlords of Draenor. Für Deutschland engagiert sich Cinemaxx als Partner. Blizzard veröffentlichte zudem Legion, die sechste Erweiterung für World of Warcraft, am 30. August 2016.
Am 23. Mai 2016, und damit wenige Tage vor dem deutschen Kinostart, war mit Warcraft – Die offizielle Vorgeschichte zum Film (Originaltitel Warcraft Official Movie Novelization) das offizielle Buch zum Film erschienen. Das von Legendary und Blizzard Entertainment gemeinsam herausgegebene Buch wurde im Panini-Verlag veröffentlicht und erschien am 3. Juni 2016 bei Titan Books in englischer Sprache. Die Autorin des Begleitwerkes ist Christie Golden, die bereits mehrere Warcraft-Romane geschrieben hatte.
Am Starttag erschien beim Zauberfeder Verlag Warcraft: The Beginning – Hinter den Kulissen (Originaltitel Warcraft: Behind the Dark Portal) des Autors Daniel Wallace. Das englische Original wurde von Legendary Pictures, Universal Pictures und Blizzard Entertainment herausgegeben und erschien in den Vereinigten Staaten bei Insight Editions und in Europa am 3. Juni 2016 bei Titan Books.

### Veröffentlichung
Am 1. Oktober 2013 wurde bekannt, dass der Film am 18. Dezember 2015 veröffentlicht werden soll. Das Erscheinungsdatum wurde zuerst auf den 11. März 2016, später auf den 26. Mai 2016 verschoben, um nicht mit den Filmen Star Wars: Das Erwachen der Macht und Batman v Superman: Dawn of Justice zu konkurrieren. Der Film wurde erstmals am 24. Mai 2016 im Rahmen einer offiziellen Vorpremiere im Grand Rex in Paris gezeigt. Am 25. Mai 2016 feierte der Film im Berliner Sony Center am Potsdamer Platz seine Deutschlandpremiere. Am 26. Mai 2016 wurde der Film von Universal Pictures in 2D, 3D und IMAX 3D in den deutschen Kinos veröffentlicht. Der Kinostart in China war am 8. Juni 2016, und in den USA am 10. Juni 2016. Am 1. Juli 2021 wurde der Film in das Programm von Netflix aufgenommen.

## Rezeption

### Altersfreigabe
In Deutschland wurde der Film von der FSK ab 12 Jahren freigegeben, da das Geschehen darin eindeutig fiktional sei und auf explizite Grausamkeiten verzichtet werde. In der Freigabebescheinigung heißt es:  Die verständliche Geschichte ist in opulenten Bildern und mit zahlreichen Massen- und Actionszenen inszeniert, bietet jedoch immer wieder auch ruhige und figurenzentrierte Passagen, die für emotionale Entlastung sorgen. Gut und Böse sind dabei stets gut zu unterscheiden, und auch der Rückgriff auf zahlreiche vertraute Motive aus Filmen und Games erleichtert jungen Zuschauern die Orientierung.

### Kritiken
Bei der professionellen Filmkritik stieß Warcraft auf wenig Begeisterung. So konnte der Film nur 28 Prozent der Kritiker bei Rotten Tomatoes überzeugen (von 232 Kritiken insgesamt). Im Konsens heißt es dort, dass „Duncan Jones sein Talent verschwende und der Film eine lahme Adaption eines erfolgreichen Spiels sei“. Immerhin biete aber Warcraft „visuellen Nervenkitzel“. Auf Metacritic hält der Film 32 von 100 Punkten (von 40 Kritikern insgesamt).
Geoff Berkshire von Variety sah ein Problem des Films darin, dass der Filmemacher versuchte, eine Geschichte mit Seele zu erzählen, hierbei jedoch gegen die Lächerlichkeit kämpfen muss, die dem Stoff inhärent sei, auf dessen Grundlage er arbeite, und es daher vorhersehbar gewesen sei, dass eine kostspielige und unsinnige Adaption des Online-Spiels auf künstlerischer Ebene allenfalls mittelmäßig erfolgreich sein könnte. Auch wenn die Welt, in der der Film spielt, aufwändig aus der Filmmusik und in einer umfassenden Postproduktion durch CGI erschaffen worden sei, beschreibt Berkshire ihn inhaltlich als abgedroschen und kitschig.
Fans der Warcraft-Spiele bewerteten die filmische Adaption hingegen positiver. So räumte Michael Graf von GameStar zwar ein, dass es sich um den wohl teuersten Fanfilm aller Zeiten handele, der Film sei aber auch mit einer unglaublichen und unglaublich verschwenderischen Liebe zum Detail produziert worden. Das Ergebnis beschreibt er als „bildgewaltiges Epos“, dem er als Warcraft-Fan in jeder Sekunde anmerke, dass es seinen Machern eine Herzensangelegenheit gewesen sei, Azeroth auf die Leinwand zu bringen. Graf bemerkt zudem: „Mit seinen grandiosen Panoramen, Kostümen und Kulissen fängt ‘Warcraft: The Beginning’ den Look der Spiele und der legendären Blizzard-Rendersequenzen jedenfalls hervorragend ein.“ Graf kritisiert allerdings auch einige der Kampfszenen: „Man merkt, dass die Kampf-Choreographie nicht immer hinhaut, vielleicht, weil die Digital-Orcs so viel größer sind als Menschen.“
Tobias Heidemann von der Spielezeitschrift GIGA ist hingegen gerade von den Kampf- und Actionszenen des Films überzeugt: „Alles hat Schwung und Richtung. Das physikalische Momentum wird geschickt durch die Szenerie geführt, die Perspektiven sind gut gewählt, und die menschlichen Schauspieler wirken nie als würden sie mit Tennisbällen schattenboxen. Kurz: Die visuelle Kinetik geht auf.“ Heidemann fiel jedoch eine andere Sache negativ auf: Er meinte, auch wenn das konzeptionelle Anliegen hinter den Design-Entscheidungen sehr sympathisch sei und vielen Fans ein paar schöne Wiederkennungsmomente beschere, sähen die Mitglieder der Allianz viel zu oft nach Liverollenspielern aus.
Zur Eignung des Films für Kinobesucher, die die Spielevorlage nicht kennen, sagen Kritiker, wer das Universum nicht bereits kenne, verstehe den Film oft nicht; der Film erkläre – trotz seiner Vereinfachungen – häufig viel zu wenig, und verliere hierdurch viele seiner besonderen Reize, auch wenn sich ein Zuschauer ohne Vorkenntnisse aufgrund des straffen Tempos des Films und der interessanten Figuren darin, zurechtfinden müsste.
David Kleingers von Spiegel Online hat eine Erklärung dafür, warum das Narrativ für den Erfolg des Computerspiels nicht von Bedeutung war, Kinobesucher, die keine Kenntnisse von der Spielevorlage haben, hingegen abgeschreckt werden könnten: „Der Mangel an erzählerischer Originalität, die dem Film vorzuwerfen ist, war für die bahnbrechenden Strategie- und Rollenspiele des ‘Warcraft’-Universums nie ein Problem, im Gegenteil: Sie setzen bewusst auf generische, aus Tolkien und anderen einschlägigen Quellen entliehene Szenarien, um Nutzern den Einstieg zu erleichtern.“ Weiter meint Kleingers, Jones scheitere an der undankbaren Aufgabe, aus Motiven und Versatzstücken der Warcraft-Computerspielreihe eine stimmige Erzählung zu entwickeln, und liefere nur ein spannungsarmes Déjà-Vu, das ohne eigene Ideen auf abgegrasten Allgemeinplätzen des Genres verharre. Kleingers resümiert: „Selten gab es einen freudloser servierten Märchen- und Mythensalat als in Azeroth, dem irgendwo zwischen Camelot, Disneyland und Mittelerde für Pauschaltouristen gelegenen Schauplatz der Handlung.“
David Steinitz beklagt in der Süddeutschen Zeitung den „Handlungstotalausfall“ des Films: Die Dialoge seien „miserabel“, der Film stecke in einem „biederen dramaturgischen Korsett“ und sei insgesamt „unfassbar langweilig“.
Björn Becher von Filmstarts.de sah hingegen ein „optisch bombastisches Fantasy-Action-Abenteuer“, das „dank des durchweg hohen Tempos“ ein „actionreiches Vergnügen“ für die Zuschauer biete. Becher lobte die Kameraarbeit von Simon Duggan und die Motion-Capture-Aufnahmen der Orks. Erzählerisch bliebe der Film zwar Stückwerk, aber rein inszenatorisch spiele Duncan Jones „in der obersten Blockbuster-Liga mit“. Da viele Konflikte und Handlungsstränge in diesem ersten Teil nur angerissen werden konnten, bliebe für die Fortsetzungen noch „Luft nach oben“.

### Reaktion der Zuschauer
Die Reaktion der Zuschauer fiel, anders als die der Kritiker, deutlich positiv aus. So gaben die Zuschauer auf Rotten Tomatoes dem Film 4,4 von 5 Punkten. Zusätzlich hält der Film auf Metacritic eine Zuschauerbewertung von 8,2 von 10 Punkten und in der Internet Movie Database eine Zuschauerbewertung von 6,8 von 10 Punkten.
Zusätzlich bewerteten die meisten User auf MMO-Champion, einem Online-Portal und Internetforum rund um World of Warcraft und andere Spiele von Blizzard, sowie auf dem offiziellen World-of-Warcraft-Forum ihre Kinoerfahrung als sehr positiv.

### Einspielergebnis und Abrufe
Während Warcraft in den USA an den Kinokassen floppte, war der Film international erfolgreich: Dem Budget von 160 Millionen US-Dollar stehen weltweite Einnahmen an den Kinokassen von bisher fast 434 Millionen US-Dollar gegenüber. Dies macht Warcraft zum 13. Platz der erfolgreichsten Filme des Jahres 2016. In der Liste der weltweit erfolgreichsten Videospielverfilmungen steht der Film auf Platz 3 (Stand: 22. Dezember 2023).
Der Film startete am 26. Mai 2016 zunächst in 11 internationalen Märkten, darunter in Deutschland, Russland, Frankreich und Dänemark, auf Platz 1 der Kinocharts mit einem Gesamteinspiel von 9,3 Millionen US-Dollar am ersten Tag. Besonders erfolgreich lief der Film in China, wo er allein am ersten Tag 46 Millionen US-Dollar einspielte und neue Rekorde für die Kinoeinnahmen an einem Wochentag und die Kinoeinnahmen aus den chinesischen IMAX-Kinos aufstellte. Diese Spitzenposition behielt der Film, bis Fast & Furious 8 in den chinesischen Kinos startete. Warcraft: The Beginning spielte allein in China insgesamt mehr als 220 Millionen US-Dollar ein. In Nordamerika blieb der Film hingegen weit hinter den Erwartungen zurück und spielte dort nur 47 Millionen US-Dollar ein.
In Deutschland gelang dem Film am Starttag mit 160.000 Zuschauern und einem Umsatz von 1,9 Millionen EUR der bis dahin beste Kinostart des Jahres 2016. In der Startwoche lockte der Film in Deutschland 542.931 Besucher in die Kinos. Insgesamt verzeichnet der Film in Deutschland 1.235.017 Besucher und einen Umsatz von rund 14 Millionen EUR, wodurch er sich auf Platz 16 des Jahresrankings befindet.
Anfang Juli 2021 landete der Film auf Platz 1 der Top 10 der deutschen Netflix-Charts.

### Auszeichnungen
Annie Awards 2016
- Nominierung in der Kategorie Animated Effects in a Live Action Production
- Nominierung in der Kategorie Character Animation in a Live Action Production[119]

VES Awards 2017
- Nominierung für die Figur Durotan in der Kategorie Outstanding Animated Performance in a Photoreal Feature[120]

## Zukunft
Die Verwirklichung einer Trilogie hängt vom finanziellen Erfolg von Warcraft: The Beginning ab, so Duncan Jones. Chris Metzen und er haben bereits Ideen für den zweiten und dritten Teil. Anfang September 2016 beendete Metzen seine Karriere, wodurch die kreative Entwicklung einer möglichen Fortsetzung unklar ist. Im Dezember 2022 gab Blizzard bekannt, dass Metzen zurückgekehrt ist.
Im Februar 2018 äußerte sich Regisseur Jones über eine Fortsetzung. Er wäre noch bereit dazu, die Regie der Fortsetzung zu übernehmen, ist sich über die Möglichkeiten einer Fortsetzung aber ebenso unklar wie die Verantwortlichen.